# Sir James Laing and Sons
Das Schiffbauunternehmen Sir James Laing and Sons, kurz oft Laings, aus Sunderland bestand von 1793 bis 1985.

## Geschichte

### Anfangsjahre
Das Unternehmen wurde 1793 von den Brüdern Philip und John Laing gegründet. John's Sohn David trat kurz darauf ebenfalls in das Unternehmen ein. Der erste Schiffsneubau auf ihrem Bauplatz Harbour Sands war die 1794 abgelieferte Horta. Schon 1796 starb David. Nachdem die Werft in den folgenden Jahren mehrfach ihren Standort gewechselt hatte, verließ John 1818 die Partnerschaft, woraufhin Phillip seine eigene Werft in Deptford gründete. Deren Erstling war die im selben Jahr erstellte Anne.

### Deptford Yard bis 1900

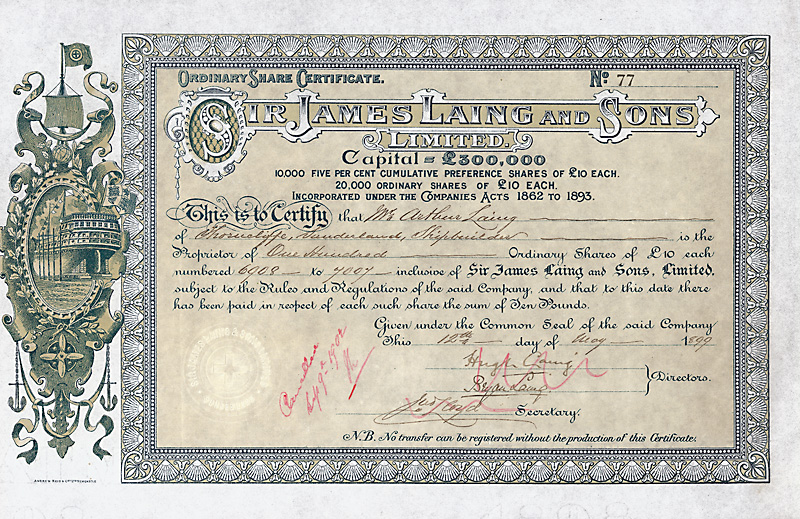
Aktie der Sir James Laing & Sons Ltd vom 12. Mai 1899

1844 übernahm James Laing die Deptford-Werft, deren erstes Schiff unter seiner Aufsicht, die Agincourt, am 19. Januar vom Stapel lief. Die Agincourt war gleichzeitig das erste von über 30 Schiffen, die Duncan Dunbar in den folgenden 20 Jahren bei Laings bauen ließ. Weitere fünf Jahre nach James Übernahme trat sein Sohn Phillip mit in das Geschäft der Werft ein. Das im Jahr 1853 bei James Laing gebaute Schiff Amity war das erste eiserne Dampfschiff einer Werft am Wear. Danach baute Laings eine Reihe von eisernen Dampfern, die zur Versorgung im Krimkrieg genutzt wurden.1862 trat James Laing Junior in die Werft ein.
Außer dem Schiffbau betrieb die Laing-Familie auch eigene Schiffe. Der am 19. Dezember 1865 zu Wasser gelassene Zweimaster mit Hilfsdampfmaschine Hiogo strandete auf seiner Jungfernreise. Darüber hinaus besaßen die Laing Steamship Company Ltd zwischen 1886 und 1905 acht Trampschiffe und die bei William Doxford & Sons gebaute Turret. Ab 1866 beendete die Werft den reinen Holzschiffbau, fuhr aber noch bis 1875 mit dem Bau von Kompositbauten fort. 1871 trat Hugh Laing, der Sohn von James Laing Senior, in den Familienbetrieb ein und wurde später einer der Direktoren der Werft. Nachdem die Werft 1873 zwei Fracht- und Passagierschiffe für die renommierte Reederei P&O baute, folgten zahlreiche Aufträge für Linienfrachter anderer bekannter Reedereien. Weitere zwei Jahre später baute Laings das wohl prominenteste Schiff ihrer Werftgeschichte. Das 1875 vom Stapel gelassene Komposit-Vollschiff Torrens wurde durch seinen Zweiten Offizier Joseph Conrad bekannt, der in den Jahren 1891 bis 1893 darauf Dienst tat.
1884 gewann die Werft für das im Auftrag der Reederei Companhia Mexican de Navegacao gebaute Linienpassagierschiff Victoria einen ersten Preis auf einer Ausstellung für Passagier- und Postschiffe. Hugh Laing hatte 1892 maßgeblichen Anteil an der Konstruktion des ersten Öltankers der Werft, der für Marcus Samuel, den Gründer von Shell, gebauten Turbo. Auf der Weltausstellung 1894 in Antwerpen zeigte die Werft bemerkenswerterweise ein Modell eines ihrer Schiffe aus dem Jahr 1850. 1897 wurde James Laing zum Ritter geschlagen, im Jahr darauf wurde die Werft in eine Private company umgewandelt und das Unternehmen in Sir James Laing & Sons Ltd. umbenannt. Deren erstes Schiff war der Linienfrachter Anatolia. Im Jahr 1900 produzierte Laings Schiffe mit einem Rauminhalt von 40.307 Tonnen, was sie an die erste Stelle der Werften am Fluss brachte.

### 1900 bis Ende des Zweiten Weltkriegs
Nach dem Tod des für die Entwicklung der Werft und des Schiffbaus am Wear bedeutenden Sir James Laing im Jahr 1901 übernahmen seine Söhne Philip and Hugh Laing dessen Nachfolge. Als Philip im Jahr 1907 ebenfalls starb, geriet das Unternehmen in eine zunehmend schwierige Finanzsituation, zu deren Lösung 1909 Sir James Marr in den Vorstand der Werft berufen wurde. Trotzdem lief im Jahr 1909 nicht ein einziges Schiff bei Laings vom Stapel.
In den Kriegsjahren 1914 bis 1918 erreichte die Werft erneut die höchsten Produktionszahlen aller Werften am Wear. Insgesamt verließen im Ersten Weltkrieg 18 Schiffe mit 109.924 Raumtonnen sowie sechs kleinere Militärfahrzeuge die Werft. Zu den Neubauten zählten eine Reihe von Tankern und zwölf Standardfrachter des WAR-Typs. Sieben "WAR"-Schiffe waren ebenfalls Tanker, vier wavon diesen waren bei Kriegsende aber unvollendet. Am 15. Juni 1917 wurde Laings von König George V und Königin Mary besucht. Die Werft in Deptford verfügte in dieser Zeit über fünf Neubauhellinge und ein Trockendock am Innenbogen des Flusses.
Die 1920er Jahre waren vom Tankerbau geprägt, von denen in dieser Dekade über 20 Stück entstanden. Weiterhin erstellte man in Deptford einige Linienfrachter und Trampschiffe. Nach der Fertigstellung des Tanker Longwood kam der Betrieb der Werft nahezu zum Erliegen. Lediglich die Lehrlinge der Werft blieben bei der langsamen Fertigstellung des Frachters Dore beschäftigt. Nach der Einführung eines Scrap & Build Scheme, einer Art Abwrack & Neubauprämie, durch die Regierung im Jahre 1935 erhielt die Werft die ersten zwei Trampschiff-Neubauaufträge. Ab 1937 konnte Laings weitere Aufträge für ähnliche Trampdampfer ins Orderbuch nehmen. Danach bildeten die beiden Tanker Eidanger und Alar die Grundlage für Serien norwegischer Standardtanker, die im folgenden Krieg sowohl bei Laing, als auch bei der Furness-Werft in Haverton Hill entstanden.
Während der Jahre des Zweiten Weltkriegs bis ins Jahr 1946 produzierte die Deptford-Werft 41 Schiffe, 32 davon waren Tanker. Daneben entstanden weitere acht Trampschiffe und Zivilaufträge.

### Nachkriegsjahre
Am 30. April 1946 besuchte Prinzessin Elizabeth die Werft anlässlich des Stapellaufs des Tankers British Princess. Laings Tankschiffbau hatte in den vorangegangenen Jahren einen guten Ruf erworben und sollte in den Jahren 1946 bis 1966 auf einen Ausstoß von 36 Tankschiffsneubauten kommen. 1954 schloss sich Laing’s mit der Werft Joseph L. Thompson and Sons und der Sunderland Forge zusammen. Gemeinsam firmierten alle unter dem Namen Sunderland Shipbuilding Dry Docks & Engineering Company Ltd.
Von 1955 bis 1961 erstellte die Werft zehn Erzschiffe, die über Tragfähigkeiten zwischen 15.500 und 19.500 tdw verfügten. Im Jahr 1961 beschäftigte der Schiffbauer 1543 Mitarbeiter. Im selben Jahr schloss sich auch Werft William Doxford & Sons der Gruppe an, die sich in den folgenden Jahren Doxford and Sunderland Shipbuilding and Engineering Group nannte.

### Doxford and Sunderland Group

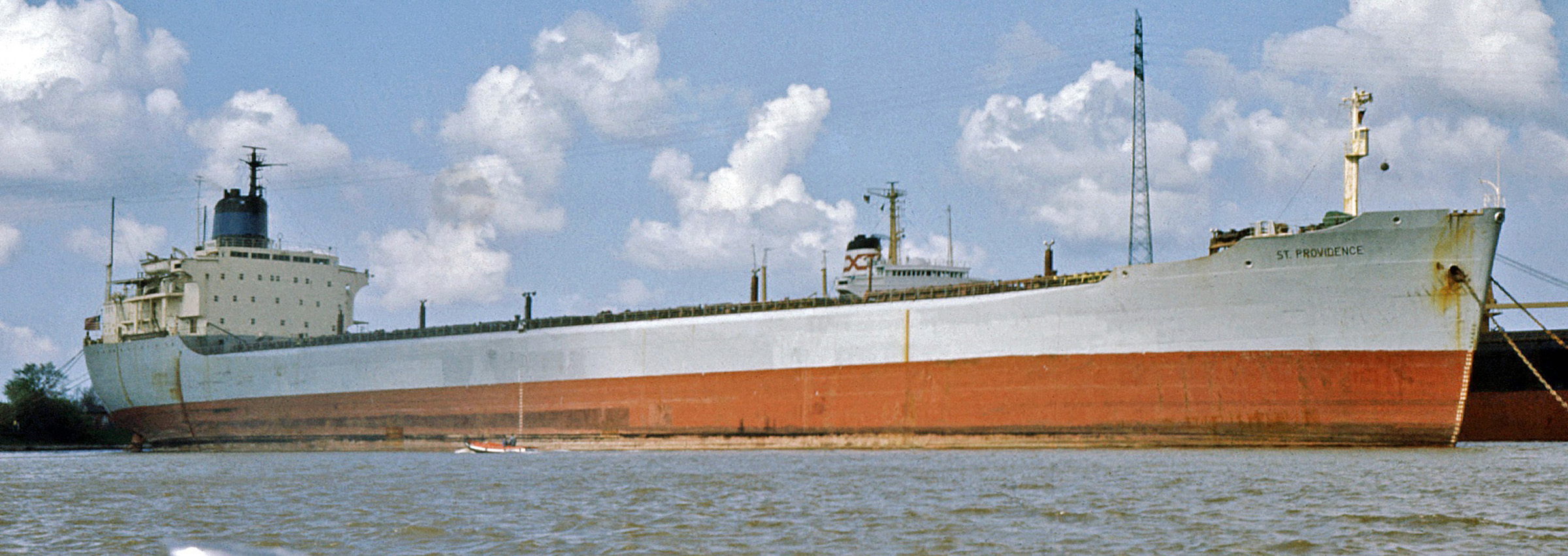
Typischer Erzfrachter der Werft St. Providence (1965)

Am 1. April 1966 wurde Laing als Deptford-Werft in die Doxford and Sunderland Group eingegliedert. Die Werften in Deptford und North Sands betrieben in der folgenden Dekade hauptsächlich den Bau von Panamax-Schiffen. Allein in Deptford entstanden in diesen Jahren 17 Massengutschiffe dieser Größe sowie vier Linienfrachtschiffe und drei Tanker. Am 1. Juli 1977 wurde die Werftengruppe in die staatliche British Shipbuilders Corporation eingegliedert. Danach entstanden fünf weitere Panamax-Bulkschiffe und ab 1979 beteiligte sich die Deptford Werft und zwei weitere Werften an der Erstellung von zwölf Linienfrachtern.
1981 wurde ein B30-Bulkcarrier an eine indische Reederei abgeliefert, 1983 folgten zwei B35-Schiffe für griechische Rechnung. Nachdem 1984 noch ein B45-Massengutschiff für einen Abnehmer in Hong Kong entstand, folgten 1985 zwei weitere B45-Schiffe für eine Reederei aus Mexiko, danach schloss die Werft ihre Pforten. Das zweite Schiff, die am 3. Mai vom Stapel gelaufene Mitla bildete den Schlusspunkt von 192 Jahren Schiffbau in Deptford.

### Heute
Das ehemalige Deptford-Yard-Werftgelände wird seit den späten 1990er Jahren vom Kranhersteller Liebherr genutzt.